# Elezioni comunali in Basilicata del 1995
Le elezioni comunali in Basilicata del 1995 si tennero il 23 aprile (con ballottaggio il 7 maggio) e il 18 novembre.

## Potenza

### Potenza
| Candidati                     | Candidati                   | II turno             | II turno          | I turno | I turno | Liste                 | Voti   | %     | Seggi |
| Candidati                     | Candidati                   | Voti                 | %                 | Voti    | %       | Liste                 | Voti   | %     | Seggi |
| ----------------------------- | --------------------------- | -------------------- | ----------------- | ------- | ------- | --------------------- | ------ | ----- | ----- |
|                               | Domenico Potenza ✔️ Sindaco | 24 025               | 59,13             | 14 494  | 33,09   | Progressisti          | 10 413 | 25,15 | 12    |
| Patto dei Democratici         | Domenico Potenza ✔️ Sindaco | 24 025               | 59,13             | 14 494  | 33,09   | 2 411                 | 5,82   | 3     |       |
|                               | Raffaello Antonio Mecca     | 16 607               | 40,87             | 19 127  | 43,66   | Forza Italia          | 6 294  | 15,20 | 5     |
| Alleanza Nazionale            | Raffaello Antonio Mecca     | 16 607               | 40,87             | 19 127  | 43,66   | 5 283                 | 12,76  | 4     |       |
| Partito Popolare Italiano     | Raffaello Antonio Mecca     | 16 607               | 40,87             | 19 127  | 43,66   | 4 881                 | 11,79  | 4     |       |
| Centro Cristiano Democratico  | Raffaello Antonio Mecca     | 16 607               | 40,87             | 19 127  | 43,66   | 1 918                 | 4,63   | 1     |       |
| Seggio di coalizione          | Seggio di coalizione        | Seggio di coalizione | 40,87             | 19 127  | 43,66   | 1                     |        |       |       |
|                               | Vito Mancusi                | Vito Mancusi         | Vito Mancusi      | 7 861   | 17,94   | Popolari (A)          | 7 900  | 19,08 | 8     |
| Seggio di coalizione          | Seggio di coalizione        | Seggio di coalizione | Vito Mancusi      | 7 861   | 17,94   | 1                     |        |       |       |
|                               | Vincenzo Belmonte           | Vincenzo Belmonte    | Vincenzo Belmonte | 1 271   | 2,90    | Movimento Lucano (B)  | 1 229  | 2,97  | –     |
| Seggio di coalizione          | Seggio di coalizione        | Seggio di coalizione | Vincenzo Belmonte | 1 271   | 2,90    | 1                     |        |       |       |
|                               | Palma Tortorelli            | Palma Tortorelli     | Palma Tortorelli  | 631     | 1,44    | Nuovo Progetto        | 670    | 1,62  | –     |
|                               | Giuseppe Carbone            | Giuseppe Carbone     | Giuseppe Carbone  | 424     | 0,97    | Alleanza Popolare (C) | 397    | 0,96  | –     |
| Totale                        | Totale                      | 40 632               | 100               | 43 808  | 100     |                       | 41 396 | 100   | 40    |
|                               |                             |                      |                   |         |         |                       |        |       |       |
| Fonte: Ministero dell'interno |                             |                      |                   |         |         |                       |        |       |       |

## Matera

### Pisticci
| Candidati                            | Candidati                   | II turno                | II turno                | I turno | I turno | Liste                     | Voti   | %     | Seggi |
| Candidati                            | Candidati                   | Voti                    | %                       | Voti    | %       | Liste                     | Voti   | %     | Seggi |
| ------------------------------------ | --------------------------- | ----------------------- | ----------------------- | ------- | ------- | ------------------------- | ------ | ----- | ----- |
|                                      | Giovanni Modugno ✔️ Sindaco | 6 242                   | 56,80                   | 3 966   | 35,62   | Progressisti              | 2 300  | 22,27 | 8     |
| Partito della Rifondazione Comunista | Giovanni Modugno ✔️ Sindaco | 6 242                   | 56,80                   | 3 966   | 35,62   | 1 188                     | 11,50  | 4     |       |
|                                      | Francesco Mazzei            | 4 748                   | 43,20                   | 2 890   | 25,96   | Alleanza Nazionale        | 1 287  | 12,46 | 1     |
| Forza Italia                         | Francesco Mazzei            | 4 748                   | 43,20                   | 2 890   | 25,96   | 1 122                     | 10,86  | 1     |       |
| Lista Civica                         | Francesco Mazzei            | 4 748                   | 43,20                   | 2 890   | 25,96   | 144                       | 1,39   | –     |       |
| Seggio di coalizione                 | Seggio di coalizione        | Seggio di coalizione    | 43,20                   | 2 890   | 25,96   | 1                         |        |       |       |
|                                      | Antonio Ippolito            | Antonio Ippolito        | Antonio Ippolito        | 1 673   | 15,03   | Patto dei Democratici     | 1 287  | 12,46 | 1     |
| Federazione dei Verdi                | Antonio Ippolito            | Antonio Ippolito        | Antonio Ippolito        | 1 673   | 15,03   | 383                       | 3,71   | –     |       |
| Seggio di coalizione                 | Seggio di coalizione        | Seggio di coalizione    | Antonio Ippolito        | 1 673   | 15,03   | 1                         |        |       |       |
|                                      | Leonardo Calciano           | Leonardo Calciano       | Leonardo Calciano       | 1 508   | 13,54   | Unione Popolare           | 855    | 8,28  | 1     |
| Popolari                             | Leonardo Calciano           | Leonardo Calciano       | Leonardo Calciano       | 1 508   | 13,54   | 691                       | 6,69   | –     |       |
| Seggio di coalizione                 | Seggio di coalizione        | Seggio di coalizione    | Leonardo Calciano       | 1 508   | 13,54   | 1                         |        |       |       |
|                                      | Maristella d'Alessandro     | Maristella d'Alessandro | Maristella d'Alessandro | 1 097   | 9,85    | Partito Popolare Italiano | 1 071  | 10,37 | –     |
| Seggio di coalizione                 | Seggio di coalizione        | Seggio di coalizione    | Maristella d'Alessandro | 1 097   | 9,85    | 1                         |        |       |       |
| Totale                               | Totale                      | 10 990                  | 100                     | 11 134  | 100     |                           | 10 328 | 100   | 20    |
|                                      |                             |                         |                         |         |         |                           |        |       |       |
| Fonte: Ministero dell'interno        |                             |                         |                         |         |         |                           |        |       |       |